# 方文思
方文思（英語：Vincent Karchi Fong，外文名文森特·卡爾其·方，1979年10月24日—）是美國華裔政治人物，共和黨籍，目前是美国众议院議員，代表加州第20国会选区，曾在加利福尼亚州议会议员第23區任職，在2022年选区重新划分之前，方文思曾代表第34选区。在2016年当选加州议员之前，方文思曾担任少数党领袖兼国会议员凯文·麦卡锡的地区主任。2023年，方文思宣布競選2024年加州第二十国会选区特别选举以接替麥卡錫，其後成功勝出。方文思是自邝友良（Hiram Leong Fong）和周永康（Charles K. Djou）之后当选的第三位华裔共和党国会议员、第二位华裔共和党众议员。

## 早期生活
文斯·方（Vince Fong）出生于加利福尼亚州贝克斯菲尔德。毕业于韦斯特高中。

## 教育
2001年，方获得加州大学洛杉矶分校政治学和政府学文学学士学位。 2003年获得普林斯顿大学公共事务公共事务硕士学位。

## 職業生涯
方文思职业生涯始于担任国会议员比尔·托马斯的助手，当时担任美国众议院筹款委员会主席。在托马斯的办公室，方专注于国际贸易政策以及为美国农民和小企业开放市场。
方随后返回家乡，为克恩县的居民提供服务。近十年来，他担任国会议员凯文·麦卡锡的选区主任。
方一直活跃于克恩县非营利组织和社区组织。曾担任南加州Goodwill Industries 、Jim Burke Education Foundation 和Honor Flight Kern County的董事会成员，致力于将二战、朝鲜战争和越南战争的退伍军人送往华盛顿特区参观他们的纪念碑。此外，方还当选为克恩县共和党中央委员会委员，并且是全国步枪协会会员。

### 加利福尼亚州议会
方文思于2016年首次当选加州议会代表第34选区，获得73.2%的选票。 2018年，他以70.6%的得票率再次当选。 2022年，方在新划定的第32选区的选举中无对手获胜，该选区包含了先前第34选区的多数组成。
方议员任內担任交通委员会副主席，此外还担任拨款、预算、商业和专业以及公共就业和退休委员会的职务。
2024年，方角逐麦卡锡辞职后在众议院的空缺，由于麦卡锡辞职的时间不寻常，而方已申请连任加州议会席位，这导致方将同时参加两场选举的问题，加州州务卿对此表示反对，但被上诉法院驳回。方支持肯·威尔（Ken Weir）在加州议会的竞选活动，并承诺如果他获胜，他将辞去该席位。

## 美国众议院

### 任內

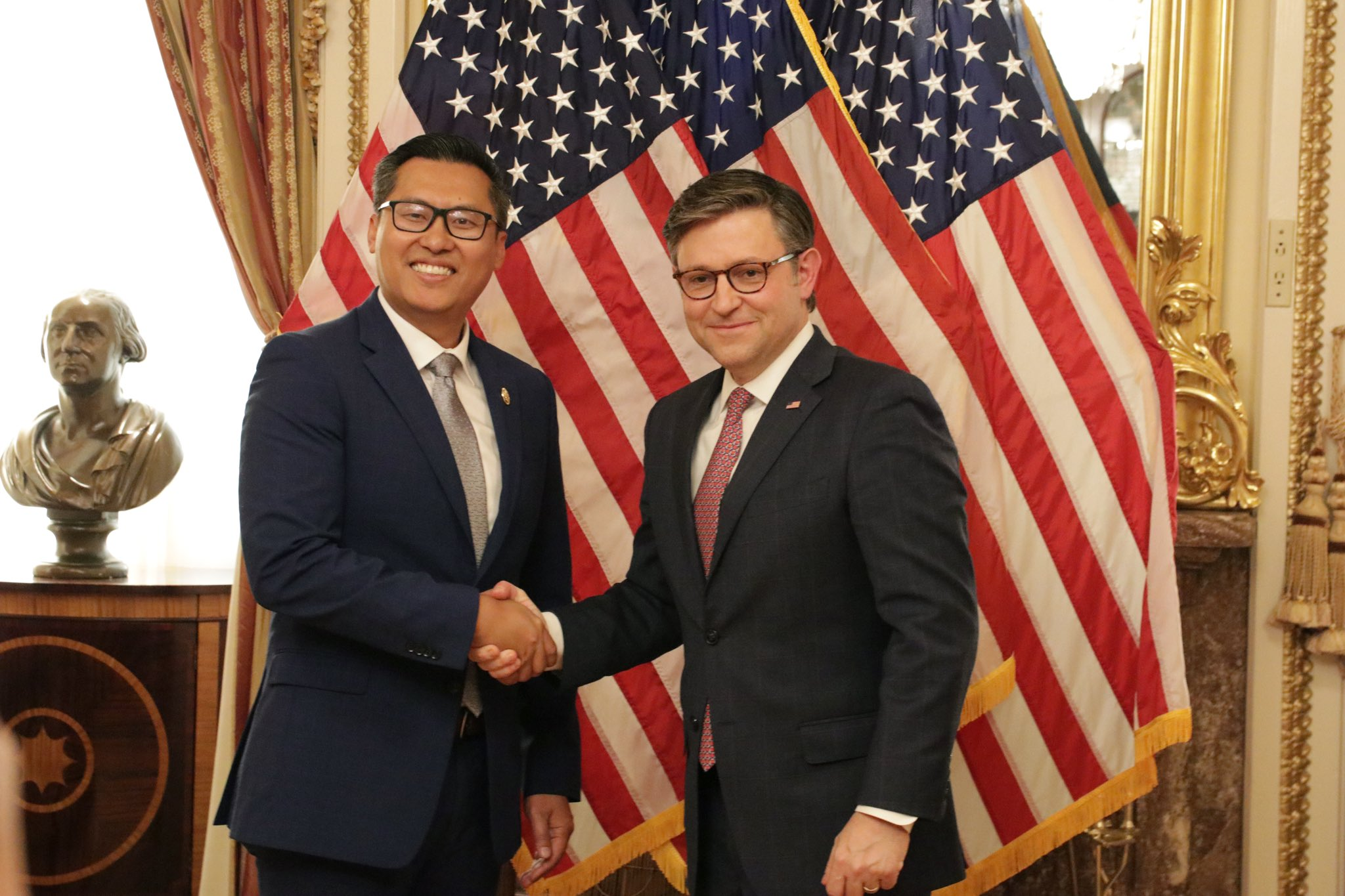
方文思宣誓就职后与美國眾議院議長邁克·約翰遜握手

2024年6月3日，方文思宣誓就任美国众议院议员加利福尼亚州第20选区。

## 外部連結
- 官方网站
- 方文思的竞选网站 （页面存档备份，存于）
- Vince Fong at clubrunner.ca （页面存档备份，存于）